# Emil Paulin
Emil Paulin (31 maggio 1896 – ...) è stato un calciatore cecoslovacco, di ruolo centrocampista.

## Carriera

### Nazionale
Debutta il primo luglio 1923, vestendo la maglia della Cecoslovacchia contro la Romania (0-6).